# Борго (Бјела)
Борго (итал. Borgo) је насеље у Италији у округу Бијела, региону Пијемонт.
Према процени из 2011. у насељу је живело 211 становника. Насеље се налази на надморској висини од 734 м.